# Oteš
Oteš (magyarul: Otes) falu Horvátországban Lika-Zengg megyében. Közigazgatásilag Gospićhoz tartozik.

## Fekvése
Gospićtól légvonalban 11 km-re közúton 13 km-re északnyugatra, az azonos nevű hegy alatt fekszik.

## Története
Ez a terület a 16. századig a bužinai (buzsáni) zsupánsághoz tartozott, melynek székhelye a mai Aleksinica helyén állt Potornja vára volt. A középkorban a falu feletti hegyen is vár állt, amelyet a 15. században Frangepán Miklós, vagy fia György építtetett. A várat és a vár alatti települést 1449-ben a Frangepán örökösök közötti birtokmegosztáskor Frangepán György kapta, aki az itteni birtokainak központjává tette. 1696-ban Sebastijan Glavinić zenggi püspök két Hotes nevű várat is megemlít, egy régi Hotest és egy új Hotest. Eszerint egy másik vár is állt itt, amelyet valószínűleg már a török épített. A várat és a váraljai települést utoljára, közvetlenül a török hódítás előtt, 1521-ben említik meg utoljára. 1527-ben a vidék több mint százötven évre török megszállás alá került, lakossága elmenekült. 1689-ben a terület felszabadult a török uralom alól és a szabaddá vált területre 1690 nyarán katolikus horvát családok települtek, akik eredetileg a likai határőrezredhez, 1765-től az otocsáni ezredhez, azon belül pedig a pazarištei századhoz tartoztak. A katonai határőrvidék megszüntetése után 1873-ban a települést integrálták a polgári közigazgatásba. A falunak 1857-ben 472, 1910-ben 553 lakosa volt. A trianoni békeszerződés előtt Lika-Korbava vármegye Perušići járásához tartozott. Ezt követően előbb a Szerb-Horvát-Szlovén Királyság, majd Jugoszlávia része lett. 1991-ben lakosságának 99 százaléka horvát volt. 1991-ben a független Horvátország része lett. A falunak 2011-ben 107 lakosa volt.

## Lakosság
| Lakosság változása | Lakosság változása | Lakosság változása | Lakosság változása | Lakosság változása | Lakosság változása | Lakosság változása | Lakosság változása | Lakosság változása | Lakosság változása | Lakosság változása | Lakosság változása | Lakosság változása | Lakosság változása | Lakosság változása | Lakosság változása |
| ------------------ | ------------------ | ------------------ | ------------------ | ------------------ | ------------------ | ------------------ | ------------------ | ------------------ | ------------------ | ------------------ | ------------------ | ------------------ | ------------------ | ------------------ | ------------------ |
| 1857               | 1869               | 1880               | 1890               | 1900               | 1910               | 1921               | 1931               | 1948               | 1953               | 1961               | 1971               | 1981               | 1991               | 2001               | 2011               |
| 472                | 0                  | 0                  | 583                | 546                | 553                | 581                | 401                | 580                | 548                | 427                | 400                | 248                | 192                | 128                | 107                |

## Nevezetességei
A falu feletti 745 méter magas hegyen állnak Otes (Hotes) középkori várának maradványai. A vár négyszögletes alaprajzú volt, egy kaputoronyból, egy öregtoronyból és a várudvart övező falból állt. A várnak mára csekély romjai maradtak fenn, melyek lentről nem láthatók. Fennmaradt a kaputorony nyugati és déli falának és az északi várfal egy szakaszának maradványa, valamint az egykori várudvaron több falmaradvány, melyek valószínűleg a vár épületeihez tartoztak. A romoktól nagyszerű kilátás nyílik a környező vidékre.